# Свидовець (зупинний пункт)
Свидове́ць — пасажирський залізничний зупинний пункт Івано-Франківської дирекції залізничних перевезень Львівської залізниці на неелектрифікованій лінії Делятин — Ділове між станціями Ясіня (4 км) та Рахів (23 км). Розташований в присілку Свидовець смт Ясіня Рахівського району Закарпатської області.

## Пасажирське сполучення
На зупинному пункті Свидовець зупиняються приміські поїзди сполученням Коломиї — Рахів — Ділове. На пасажирські поїзди далекого сполучення до Києва, Дніпра, Запоріжжя, Львова, Одеси є можливість здійснити посадку на сусідніх станціях Кваси або Ясіня.

## Туризм
Неподалік від зупинного пункту починається дорога на гірськолижний курорт Драгобрат та пішохідний маршрут до нього (жовте маркування), звідки є можливість підійнятися на Свидовецький хребет.